# Điều khiển servo

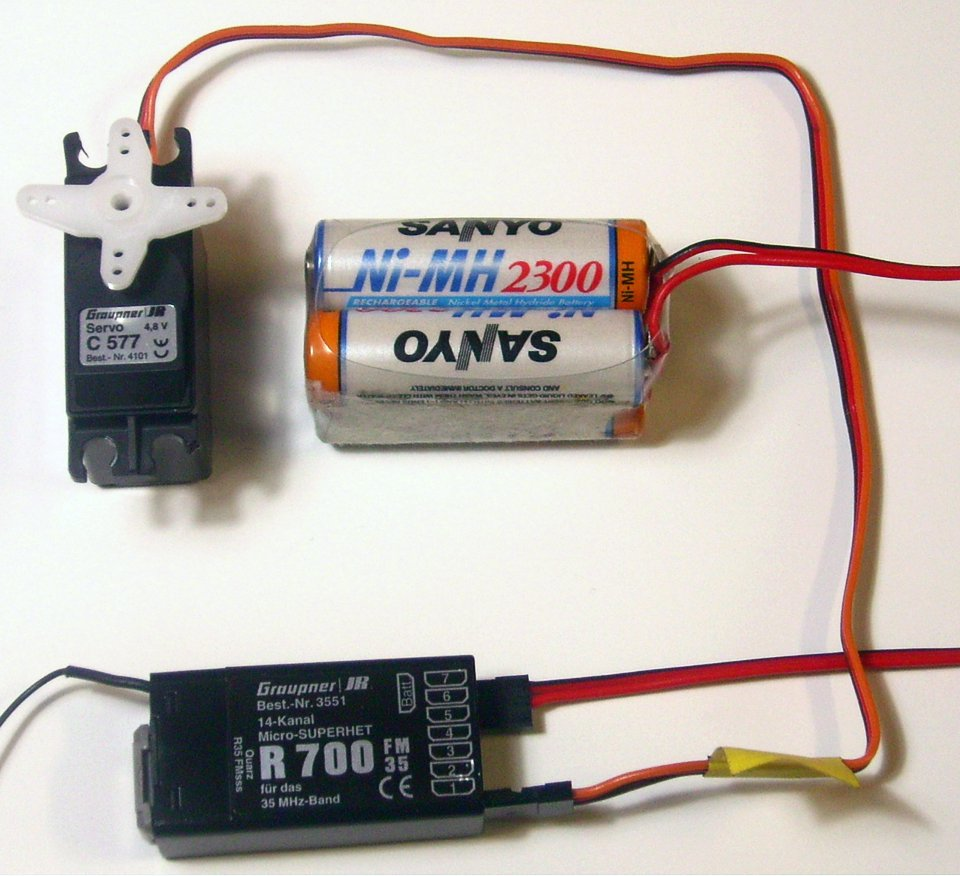
Kết nối servo và bộ nhận

Điều khiển servo được thực hiện bằng cách gửi đi một servo tín hiệu PWM (điều chế độ rộng xung), một loạt các xung lặp lại có chiều rộng thay đổi, trong đó chiều rộng của xung (servo hiện đại phổ biến nhất) hoặc chu kỳ làm việc của một mạch xung (ngày nay ít phổ biến hơn) để xác định vị trí đạt được bởi servo. Tín hiệu PWM có thể đến từ một bộ thu điều khiển vô tuyến tới servo hoặc từ các bộ vi-điều-khiển thông thường như Arduino.
Các servo nhỏ (thường được gọi là điều khiển vô tuyến, hoặc Servo RC) được kết nối thông qua một kết nối ba dây tiêu chuẩn: hai dây dành cho nguồn DC và một dây dành cho điều khiển, mang các xung điều khiển.
Các thông số cho xung là chiều rộng xung nhỏ nhất, độ rộng xung lớn nhất, và tốc độ lặp lại. Với các giới hạn về tốc độ quay của servo, điểm trung tính được định nghĩa là vị trí mà servo có chính xác cùng một số vòng quay cơ học tiềm năng theo chiều kim đồng hồ khi nó quay ngược chiều kim đồng hồ. Điều quan trọng cần lưu ý là các servo khác nhau sẽ có những giới hạn khác nhau về vòng quay nhưng tất cả chúng đều có một vị trí trung tính, và vị trí đó luôn luôn rộng khoảng 1,5 miligiây (ms).

## Thời gian xung

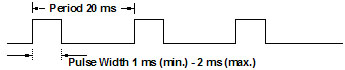

Trong các Servo RC hiện đại, góc quay cơ học được xác định bởi chiều rộng của một xung điện phát lên dây điều khiển. Đây là một hình thức điều chế độ rộng xung. Servo RC điển hình dự kiến sẽ thấy một xung mỗi 20 ms, tuy nhiên điều này có thể thay đổi trong một phạm vi rộng khác nhau từ servo này sang servo khác. Chiều rộng của xung sẽ xác định được tốc độ của động cơ. Ví dụ, trong nhiều Servo RC một xung 1,5 ms sẽ làm cho động cơ quay về vị trí 90 độ (vị trí trung tính). Thời gian của giá trị thấp (và tổng thời gian) có thể thay đổi trong phạm vi rộng, và thay đổi từ xung này sang xung kế tiếp, mà không ảnh hưởng đến vị trí của động cơ servo.
Vị trí của servo RC hiện đại không được xác định bởi chu kỳ làm việc PWM (nghĩa là, thời gian ON, OFF) mà chỉ bằng chiều rộng của xung. (Điều này rất khác so với PWM từng được sử dụng trong một số hệ thống khác. Đặc biệt, điều khiển tốc độ động cơ PWM DC rối rắm hoạt động theo cách thức khác hoàn toàn). Hầu hết các động cơ Servo RC di chuyển chính xác đến cùng vị trí khi chúng nhận được một xung 1,5 ms mỗi 6 ms (một chu kỳ làm việc là 25%) như khi chúng nhận được một xung 1,5 ms mỗi 25 ms (chu kỳ làm việc là 6%) - trong cả hai trường hợp, chúng chuyển sang vị trí trung tâm (vị trí trung tính). Với nhiều servo RC, miễn là tốc độ làm tươi (số lần mỗi giây mà xung được gửi đi, tức là tốc độ lặp lại xung) nằm trong khoảng 40 Hz đến 200 Hz, giá trị chính xác của tốc độ làm tươi là không cần thiết.
Chu kỳ 20 ms (50 Hz) bắt nguồn từ thời tín hiệu được mã hoá trong định dạng PPM (Pulse Position Modulation-điều chế vị trí xung) được gửi đi qua không khí. Chu kỳ PPM là khoảng 22,5 ms, và chuyển đổi sang PWM bình thường: thời gian của PWM trạng thái cao là thời gian vị trí của xung PPM cho servo đó.
Hầu hết các bộ thu RC đều gửi xung đến servo RC với tốc độ khung cố định, chỉ thay đổi trong thời gian cao. Tuy nhiên, có thể ra lệnh cho một servo RC để di chuyển trên toàn bộ phạm vi của nó với một máy phát hàm được thiết lập chu kỳ làm việc không đổi là 10% bằng cách thay đổi mỗi tần số không thôi (tốc độ khung).

## Lực
Khi những servo này được ra lệnh di chuyển, chúng sẽ di chuyển đến vị trí cần đến và giữ nguyên ở vị trí đó. Nếu một ngoại lực đẩy servo trở lại trong khi servo đang giữ nguyên ở một vị trí, servo sẽ cản trở di chuyển ra khỏi vị trí đó. Lực tối đa mà servo có thể gây ra là chính là mô men xoắn của servo. Servo sẽ không giữ nguyên vị trí của chúng mãi mãi mặc dù xung vị trí phải được lặp lại để ra lệnh cho servo giữ nguyên vị trí.

## Các biến thể
Khi một xung được gửi đến một servo nhỏ hơn 1,5 ms, servo sẽ quay tới một vị trí và giữ trục đầu ra của nó ở một số số độ ngược chiều kim đồng hồ từ điểm trung tính. Khi xung này rộng hơn 1,5 ms thì xảy ra ngược lại. Chiều rộng tối thiểu và chiều rộng tối đa của xung mà sẽ ra lệnh cho servo chuyển sang một vị trí hợp lệ là đặc trưng riêng của mỗi servo. Các hãng khác nhau, và thậm chí servos khác nhau của cùng một hãng sẽ có chiều rộng tối thiểu và tối đa khác nhau. Nói chung, xung tối thiểu sẽ rộng khoảng 1 ms và xung tối đa sẽ rộng khoảng 2 ms.